# Malukui kakadu

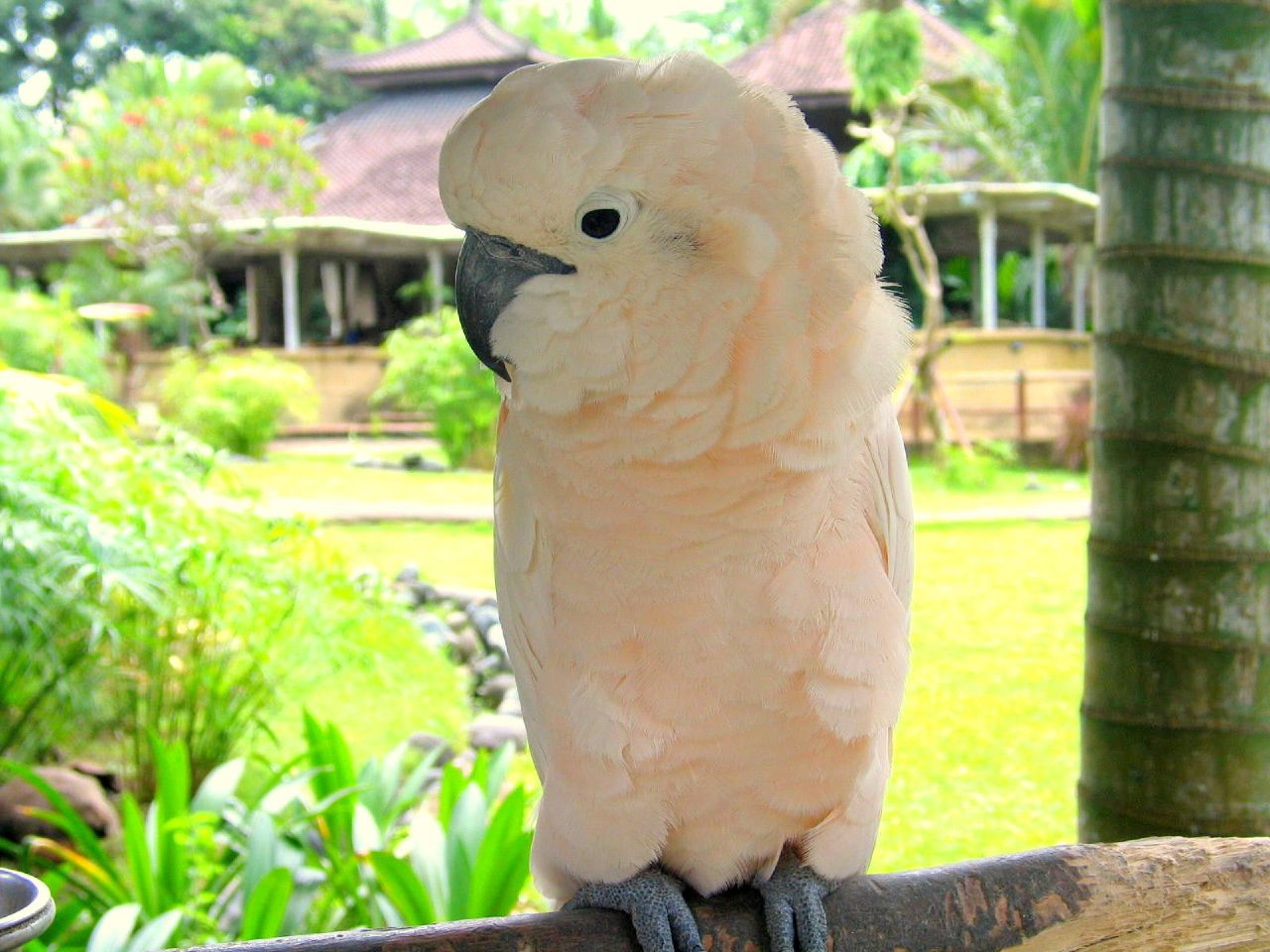

A malukui kakadu (Cacatua moluccensis) a papagájalakúak (Psittaciformes) rendjében a kakadufélék (Cacatuidae) családjának egyik faja.

## Származása, elterjedése
Az Indonéziához tartozó Maluku-szigetek közül a délieken — Seram, Sapaura, Haruku és Amboina — él. Az északi szigeteken közeli rokonfaja, a fehérbóbitás kakadu (Cacatua alba) váltja fel.

## Megjelenése
A hím 50–52 centiméter hosszú, a tojó valamivel kisebb. Tollazata enyhén rózsaszín árnyalatú fehér. 17 cm-es bóbitája ugyancsak fehér, de a tollak közepe lazacszínű. A hím írisze fekete–sötétbarna, a tojóé vöröses árnyalatú.
Csőre és lába fekete.
|  |

## Életmódja, élőhelye
Életmódja a fehérbóbitás kakaduéhoz hasonló. Az erdős térségeken él párban vagy kisebb csoportban — általában a tengerparthoz közel, de időnként 1000 méterig felhatol. Többnyire magokat és gyümölcsöket eszik. Amíg sok volt belőle, a kukorica- és gabonatáblákon tetemes károkat okozott. A kókuszdiót is kedveli.
Szakaszonként gyors szárnycsapásokkal és ezek között siklórepüléssel repül. Erős csőrével szeret faágakat farigcsálni.
Erős hangját az elefántbőgéshez hasonlítják (Romhányi). A természetben főleg párját keresve, fogságban élelmet kéregetve hangoskodik.

### Szaporodása
A többi kakaduféléhez hasonlóan nagy fák odvaiba fészkel. A fészekalj két tojás. A fészkelési idő 90 nap; ebből a két szülő egy hónapig kotlik felváltva.

## Természetvédelmi helyzete
Vadon élő populációja ijesztő mértékben csökken. 1989 óta szerepel a vadon élő állat- és növényfajok kereskedelmét szabályozó Washingtoni Egyezmény (CITES) első függelékében, tehát hivatalosan mindennemű kereskedése tilos. A fogságban született példányokat egyedileg azonosítják; ezek korlátozottan eladhatók — elméletileg csak állatkertek és madárparkok tarthatnák. Illegálisan rengeteg egyedet (nem ritkán akár évi hatezret is) fogtak be díszmadárnak — ez az állomány fogyatkozásának fő oka. A befogott madarak közül sok elpusztult, mielőtt a fogadó országokba (elsősorban az Egyesült Államokba és Nyugat-Európa némely országaiba) ért volna.
Összehangolt tenyésztéssel próbálják meg megmenteni a fajt a teljes kipusztulástól. Európában az Európai Állatkertek és Akváriumok Szövetsége felügyelete alá tartozó Európai Veszélyeztetett Fajok Programja (EEP) keretében tenyésztik a faj egyedeit.
Mára — elsősorban Seram szigetén — több védett területet alakítottak ki, és a befogást is igyekeznek visszaszorítani.

## Tartása
Gyorsan szelídíthető. A jól tartott példányok erősen kötődnek gazdájukhoz, de rossz bánásmóddal elvadítható, és ilyenkor agresszívvé válik. Hangokat jól utánoz; néhány szóra is megtanítható. A hideget rosszul tűri; télen szobahőmérsékleten tartandó. Tenyésztése ritkán sikerül.